# Datsun Type 14
La Datsun Type 14 est une petite voiture japonaise mise sur le marché en février 1935  et construite jusqu'en 1936. Elle disposait d'un moteur à soupapes latérales de 15 cv et était proposée avec différentes carrosseries. Selon le Musée automobile de Beaulieu, la Type 14 « a marqué la naissance de l'industrie automobile japonaise ».

## Conception

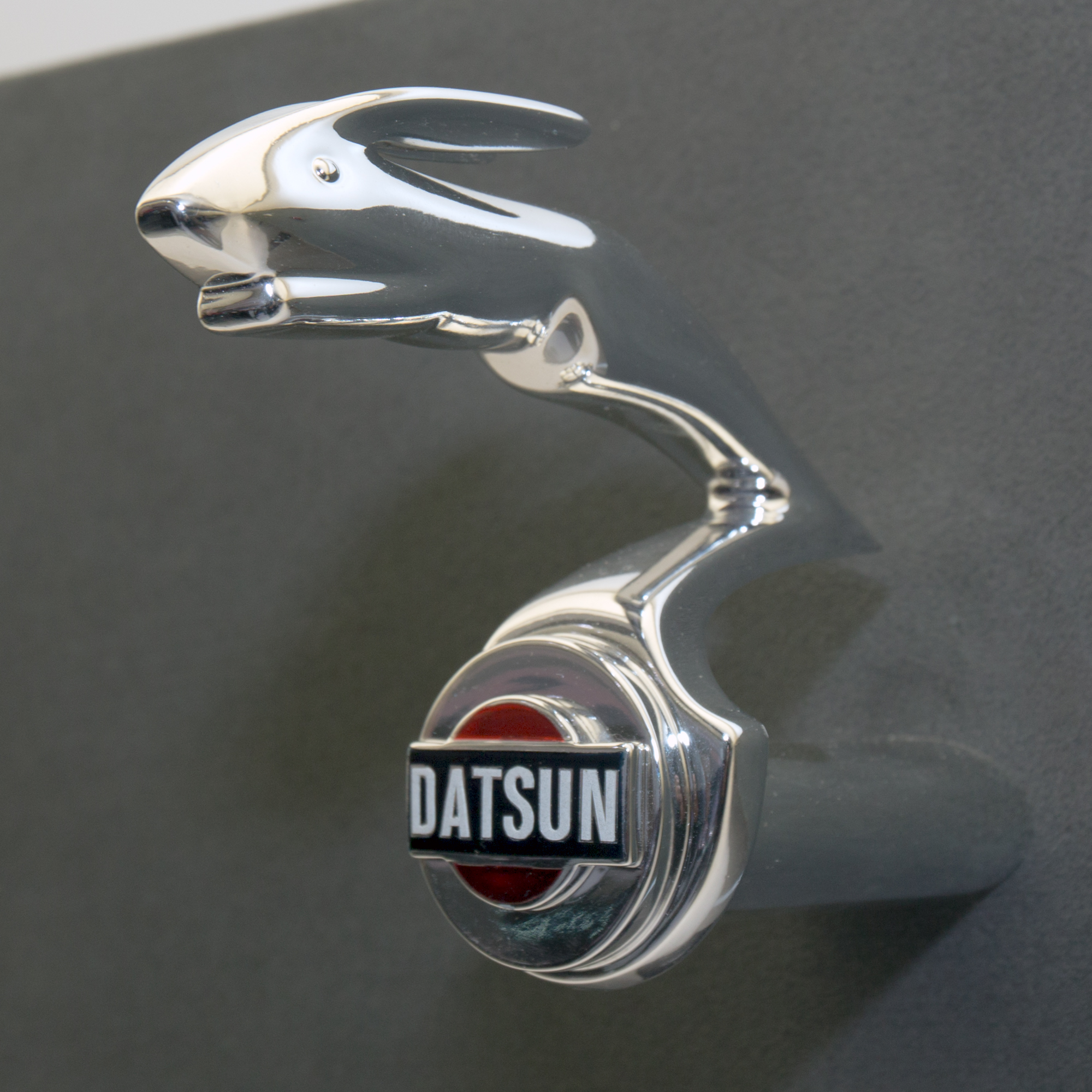
L'emblème du lapin bondissant sur une Datsun 14 de 1935.

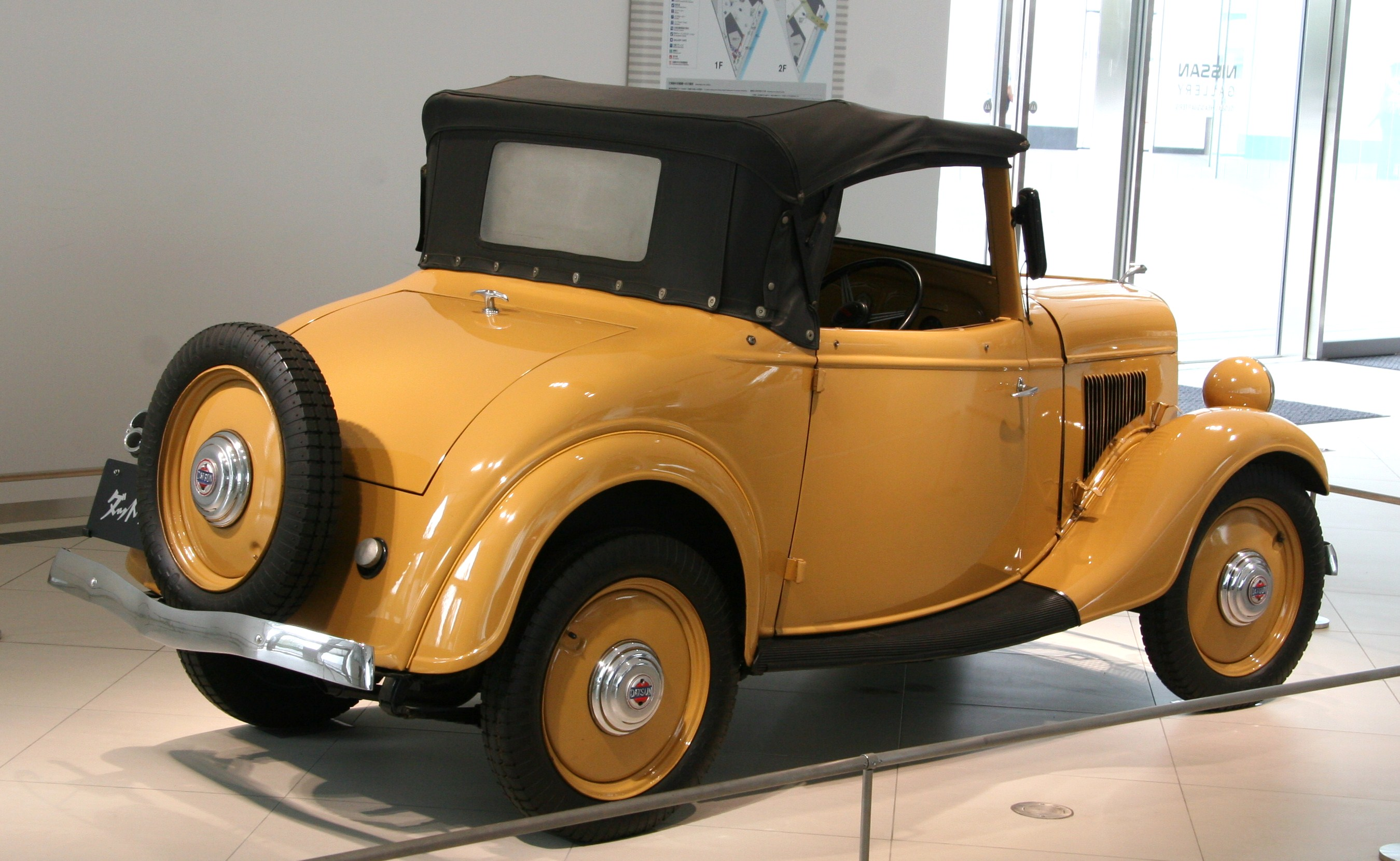
Roadster Datsun 14 de 1935.

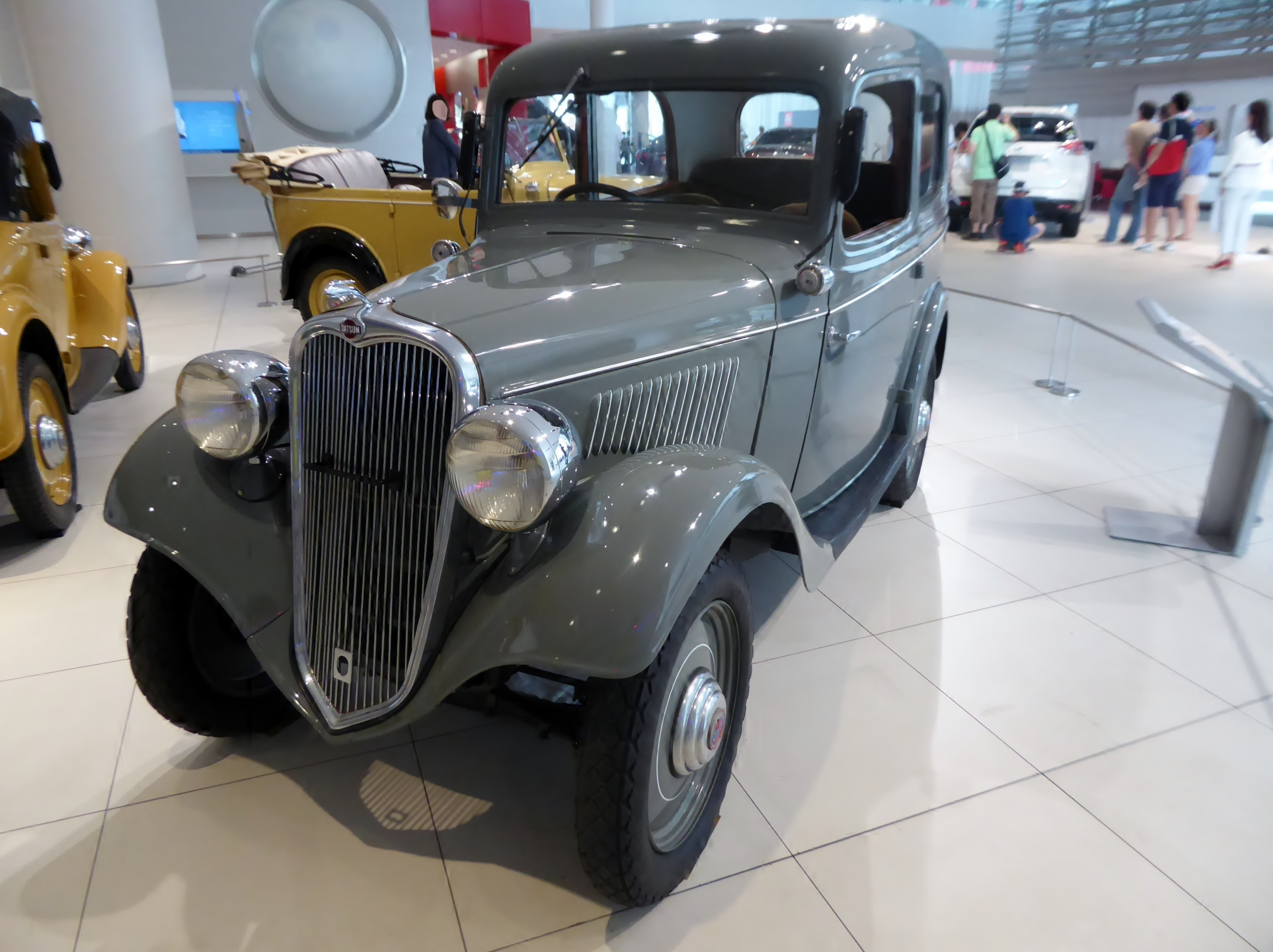
Datsun 14 berline de 1935.

Elle était extérieurement très similaire à la précédente Datsun Type 13. La seule différence notable était l'ajout d'un emblème de lapin bondissant. La marque Datsun est dérivée de la voiture « DAT » de 1914. Le nom de la voiture était un acronyme des noms de famille des partenaires de Kaishinsha Motor Car Works (快進社自働車工場, Kaishinsha jidōsha kōjō) , la société qui l'a produite :
- Kenjirō Den (田 健次郎, Den Kenjirō?)
- Rokurō Aoyama (青山 禄朗, Aoyama Rokurō?)
- Meitarō Takeuchi (竹内 明太郎, Takeuchi Meitarō?).

Dat (脱兎) signifie aussi « se précipiter comme un lapin ou un lièvre effrayé ». Nissan a utilisé cette association sémantique lors la conception de la Datsun 14, et Ryuichi Tomiya a conçu la mascotte lapin bondissant sur le radiateur qui est devenue une caractéristique distinctive du modèle.
Mécaniquement, l'ancien moteur DAT de la Datsun 13 est remplacé par le nouveau moteur Datsun Type 7, un moteur quatre cylindres à soupapes latérales d'une cylindrée de 722 cc. Le nouveau moteur est plus petit, mais plus puissant, fournissant 15 cv. Le moteur entraîne les roues arrière via une boîte à trois vitesses et autorise une vitesse de pointe de 80 km/h.

## Production
La Datsun 14 est la première voiture produite par Nissan dans sa nouvelle usine de Yokohama. L'usine utilise des outils et techniques importés des États-Unis et permet d'assembler les carrosseries et les châssis dans la même usine pour la première fois. Le premier véhicule sort de la chaîne de production le 12 avril 1935.
Au total, 3 800 Datsun 14 sont produites entre avril 1935 et avril 1936, dont 53 sont exportées. Ce modèle ressemble à l'Austin 7, ce qui favorise grandement les exportations, d'abord vers l'Australie et, en 1936, vers la Nouvelle-Zélande.

## Datsun 14T
Nissan produit le véhicule utilitaire Datsun 14T basé sur le Datsun 14 dans la même usine au cours de la même période. Le camion a une partie avant identique, dont le lapin du radiateur et la calandre chromée.